# Potok (Kostel, Slovenija)
Potok je naselje u slovenskoj Općini Kostelu. Potok se nalazi u pokrajini Dolenjskoj i statističkoj regiji Jugoistočnoj Sloveniji. 

## Stanovništvo
Prema popisu stanovništva iz 2002. godine naselje je imalo 71 stanovnika.